# Artur Wechselberger
Artur Wechselberger (* 7. November 1952 in Hall in Tirol) ist ein österreichischer Arzt für Allgemeinmedizin/Additivfach Geriatrie, Gesundheitswissenschaftler und ärztlicher Standesvertreter. Er war von 1990 bis zum 30. März 2022 Präsident der Ärztekammer für Tirol, von 2007 bis 2012 erster Vizepräsident und von 2012 bis 2017 Präsident der Österreichischen Ärztekammer (ÖÄK).

## Leben und Karriere
Artur Wechselberger promovierte 1977 an der Medizinischen Fakultät der Leopold-Franzens-Universität Innsbruck zum Doktor der gesamten Heilkunde und ließ sich am 1. Februar 1981 als praktischer Arzt in Holzgau im Tiroler Lechtal nieder. Seit 1989 führt er seine Arztpraxis als Arzt für Allgemeinmedizin in Innsbruck.
Er absolvierte eine Ausbildung zum Qualitätsmanager und schloss seine Studien im Gesundheitsmanagement an der Donau-Universität Krems 2005 mit dem Master of Science (MSc), 2006 mit dem Master of Business Administration (MBA) ab. 2012 promovierte er im Rahmen des Doktoratsstudiums Public Health an der UMIT in Hall in Tirol zum Doktor der Philosophie (Dr. phil.).
Seit 1998 erfüllt er einen Lehrauftrag als Lehrbeauftragter für Allgemeinmedizin an der Medizinischen Fakultät der Universität (seit 2004 Medizinischen Universität) Innsbruck.
Seit 2017 leitet er das Referat für Qualitätssicherung und Qualitätsmanagement sowie (von 2017 bis 2022) das Referat für Leitlinien, Patientensicherheit, HTA und Guidelines International Network der ÖÄK und vertritt diese in der Plattform Patientensicherheit und in der Österreichischen Gesellschaft für Qualitätssicherung & Qualitätsmanagement (ÖQMed). Als Leiter des Referates für Arbeitsmedizin war er von 1999 bis 2023 Mitglied des Vorstands der Österreichischen Akademie für Arbeitsmedizin und Prävention (AAMP), deren Vizepräsident er auch war.
In einem Interview vertrat Wechselberger im Februar 2022 die Ansicht, dass die Impfpflicht in Österreich „zumindest“ ausgesetzt werden soll, da sie die Gesellschaft spalte. Zudem forderte er ein Aus für alle COVID-19-Maßnahmen und eine vollkommene Rückkehr zur Normalität, sobald die Omikron-Welle zu Ende sei.
Seit 1985 ist er Ehrenmitglied der katholischen Studentenverbindung AV Vindelicia Innsbruck.

## Publikationen
- „Sportverletzungen“, A. Wechselberger, K. Gruber, 2005, Wien: Verlagshaus der Ärzte
- Handbuch für die OrdinationsassistentInnen, M. Kornfeind, E. Rebhandl, A. Wechselberger, H. Wutzl, (Herausgeber), 2006, Wien: Verlagshaus der Ärzte, (2008 zweite Auflage des Handbuchs als Lehrbuch für Ordinationsassistentinnen; 2011 dritte Auflage; 2020 vierte Auflage als Herausgeber)[9]
- Gesund länger arbeiten, St. Koth, B. John-Reiter, S. Schunder-Tatzber, A. Wechselberger (Hg.), 2015, Wien: Verlagshaus der Ärzte

## Auszeichnungen
- 2023: Ehrenzeichen des Landes Tirol[10]
- 2023: Großes Ehrenzeichen für Verdienste um die Republik Österreich